# Stictocema
Stictocema es un género de insecto coleóptero de la familia Chrysomelidae.

## Especies
Las especies de este género son:
- Stictocema annulicornis Laboissiere, 1940
- Stictocema fasciata Jacoby, 1906
- Stictocema maculicollis Jacoby, 1906
- Stictocema pulchella Laboissiere, 1929
- Stictocema smaragdina Laboissiere, 1922